# María del Rosario (actriz)
María del Rosario Barreto (Buga, Valle del Cauca, Colombia), más conocida como María del Rosario, es una actriz colombiana de cine, televisión y teatro, reconocida por sus papeles en producciones como La niña, Bolívar, Perdida, Verdad oculta, Echo 3, El paraíso y Rojo carmesí.

## Biografía

### Inicios y década de 2000
Barreto nació en Buga, Valle del Cauca. En su juventud se radicó en la ciudad de Bogotá y empezó a tomar clases de ballet, las cuales abandonó debido a una lesión. Al finalizar sus estudios de secundaria, decidió iniciar estudios en Bellas Artes en la Universidad de los Andes e iniciar una carrera en el modelaje. Tras abandonar su formación universitaria al quedar en embarazo de su hija Helena, decidió iniciar clases de actuación en la academia del canal RCN gracias al consejo de su mánager.

### Década de 2010
A finales de la década de 2000 empezó a hacer presencia en la televisión colombiana, con papeles de reparto en producciones como Valentino, el argentino, El penúltimo beso, Pobres Rico, Las trampas del amor, Secretos del paraíso y El Joe, la leyenda. En 2014 interpretó el papel de Flor de Oro Trujillo, hija del dictador dominicano Rafael Leónidas Trujillo en el seriado de Televisa y RTI El Chivo, y a la cabo Gómez en El estilista. En 2015 registró breves apariciones en las series Chica vampiro y Esmeraldas, y en 2016 realizó el papel de Yolima en el seriado La nilña, de Caracol Televisión.
Tras aparecer en producciones como 2091, Hermanos y hermanas y No olvidarás mi nombre, en 2019 interpretó el papel de Adela en el seriado Bolívar, de Caracol Televisión y Netflix. Un año después regresó a la mencionada plataforma en el papel de La Grilla en la serie Perdida, que constó de once capítulos, e interpretó a la intendente Sandra Castañeda en Verdad oculta, de RCN Televisión.

### Década de 2020 y actualidad
En 2021 interpretó el papel de Vicky en Café con aroma de mujer, una nueva versión de la telenovela del mismo nombre estrenada en 1994. Entre 2021 y 2022 encarnó a Mónica en la serie de suspenso La nieta elegida, y en 2022 fue escogida para interpretar el papel de Graciela en el seriado estadounidense Echo 3 de Apple TV, en el que compartió elenco con Luke Evans, Michiel Huisman y Jessica Ann Collins.
En 2023 protagonizó junto a Edoardo Pesce y Margarita Rosa de Francisco el filme italiano El paraíso, el cual tuvo su estreno en la octogésima edición del Festival Internacional de Cine de Venecia. En 2024 integró el reparto de la telenovela Rojo carmesí, transmitida por el Canal RCN, e interpretó a Paulina el en filme colomboamericano Dominique.

## Filmografía

### Cine
| Año  | Título        | Papel   | Notas        |
| ---- | ------------- | ------- | ------------ |
| 2016 | Desencuentros |         | Cortometraje |
| 2023 | El paraíso    | Inés    |              |
| 2024 | Dominique     | Paulina |              |

### Televisión
| Año       | Título                   | Papel                         | Notas        |
| --------- | ------------------------ | ----------------------------- | ------------ |
| 2008      | Valentino, el argentino  | Novia de Valentino            | 2 episodios  |
| 2009      | El penúltimo beso        | Corista                       | 2 episodios  |
| 2009      | Las trampas del amor     | Isa                           | 21 episodios |
| 2011      | El Joe, la leyenda       | Rosa                          | 5 episodios  |
| 2012      | Pobres Rico              | María                         | 10 episodios |
| 2012      | Historias clasificadas   | Paula Rodríguez Ep: La Niñera | 1 episodio   |
| 2013      | Casa de reinas           | Rosario                       | 5 episodios  |
| 2013      | Secretos del paraíso     | Lina                          | 25 episodios |
| 2014      | El Chivo                 | Flor de Oro Trujillo          | 10 episodios |
| 2014      | El estilista             | Cabo Gómez                    | 52 episodios |
| 2015      | Chica vampiro            | Zoe                           | 2 episodios  |
| 2015      | Esmeraldas               | María                         | 5 episodios  |
| 2016      | La niña                  | Yolima                        | 28 episodios |
| 2017      | 2091                     | Muna                          | 3 episodios  |
| 2017      | No olvidarás mi nombre   | Sandra alias "Pitufina"       | 1 episodio   |
| 2017      | Hermanos y hermanas      |                               | 12 episodios |
| 2019      | Bolívar                  | Adela                         | 29 episodios |
| 2020      | Perdida                  | La Grilla                     | 5 episodios  |
| 2020      | Verdad oculta            | Intendente Sandra Castañeda   | 11 episodios |
| 2021      | Café, con aroma de mujer | Vicky                         | 32 episodios |
| 2021-2022 | La nieta elegida         | Mónica                        | 17 episodios |
| 2022      | A grito herido           | Sandra                        | 2 episodios  |
| 2022-2023 | Echo 3                   | Graciela                      | 5 episodios  |
| 2023      | Manes                    | Ximena Lozano                 | 1 episodio   |
| 2024      | Rojo carmesí             | Lucrecia Pérez Montero        |              |